# 10148 Shirase
10148 Shirase eller 1994 GR9 är en asteroid i huvudbältet som upptäcktes den 14 april 1994 av den japanska astronomen Satoru Otomo i Kiyosato. Den är uppkallad efter den japanske upptäcktsresanden Nobu Shirase.
Asteroiden har en diameter på ungefär 16 kilometer och den tillhör asteroidgruppen Themis.